# Grimm's Snow White
Grimm's Snow White ("Blancanieves de los Grimm") es una película estadounidense de fantasía de 2012 producida por The Asylum y dirigida por Rachel Lee Goldenberg. Basada libremente en el cuento de hadas de los hermanos Grimm, "Blancanieves", la película está protagonizada por Jane March, Eliza Bennett y Jamie Thomas King. Fue lanzada directamente para video el 14 de febrero de 2012.

## Trama
Hace mucho tiempo, un meteorito se estrelló contra la Tierra, donde ardió eternamente y se convirtió en la Llama Viridiana, la fuente suprema de poder. La llama engendró dos razas: los dragones, sus defensores, y los elfos, sus guardianes. Cada elfo portaba una piedra que contenía el poder de la llama y les otorgaba poder, pero la mayoría se integró a los reinos humanos para llevar una vida normal. Sin embargo, los humanos comenzaron a esclavizar a los elfos por su poder, lo que causó inquietud en los reinos, haciendo que muchos esperaran la profecía del "poderoso luminar" que unificaría la tierra y traería paz durante mil años.
Muchos años después, la historia de la Llama Viridiana se ha convertido en un mito en los reinos vecinos de Whitevale, una potencia militar, y Northfalia, que, según la leyenda, alberga la Llama Viridiana en algún lugar de sus tierras. La princesa Snow White de Whitevale acaba de regresar a su reino tras la muerte de su padre, tras pasar los últimos años en un convento. Su padre acaba de firmar un tratado de paz entre los reinos y el príncipe Alexander de Northfalia viene a presentar sus respetos al rey, donde conoce a Snow White. La madrastra de Snow White, la reina Gwendolyn, tiene varias piedras élficas que usa para extraer poder y consultar a su espejo mágico, quien le revela que la belleza de Snow White ha usurpado la suya. Furiosa, Gwendolyn le ordena a su cazador, Beasley (con quien mantiene una aventura y quien la ayudó a organizar la muerte del rey), que lleve a Snow White al bosque con un guardia de la reina y le devuelva el corazón. En el bosque, son atacados por un dragón antes de que Beasley pueda matar a Snow White, y en su lugar recupera el corazón del guardia tras ser asesinado por el dragón. Gwendolyn alimenta a sus perros con el corazón e informa al príncipe Alexander de su muerte después de que este le pida la mano a Snow White. En el bosque, Snow White es herida y salvada por un elfo, Runt, quien la lleva de vuelta a su morada en el bosque, donde su líder, Orlando, se opone rotundamente a su presencia. En el castillo, Gwendolyn comienza a planear casarse con Alexander para encontrar la Llama Verde, pero su espejo le informa que Snow White sigue viva. Gwendolyn entrega al cazador Beasley a sus perros por su traición. Envía hombres al bosque para encontrar e interrogar a algunos elfos y descubrir la ubicación de Snow White. Al no tener éxito, envía a su jauría de enormes perros al bosque para cazar a Snow White.
El príncipe Alexander también explora el bosque, salva a Snow White de los perros y derrota a un dragón mientras escapa. Alexander busca a Snow White después en la casa de Orlando, pero Orlando la tiene escondida y rechaza al príncipe. Orlando, preocupado por los planes de Gwendolyn, pide ayuda a los Elfos Oscuros, guardianes de la Llama Verde, para librar una guerra contra Valleblanco, pero estos se niegan. Snow White y Runt intentan infiltrarse en el castillo para que ella pueda hablar con Alexander, pero fracasan y Runt es capturado por los hombres de la Reina. Gwendolyn usa magia élfica para transformarse en una vieja bruja y fabricar un anillo de veneno. Visita el mercado, donde se encuentra con Snow White y le entrega el anillo, lo que la hace caer en un sueño casi mortal.
En el castillo, Alexander encuentra a un mozo de cuadra que lleva el anillo de Snow White y se lo quita. Los elfos creen que Snow White ha sido asesinada y prepara una pira funeraria cuando Alexander llega y reemplaza el anillo que Gwendolyn le dio con su propio anillo, rompiendo el hechizo. Hugh, el consejero de Alexander, lo traiciona y le cuenta a Gwendolyn del fracaso de su plan, quien ataca con su ejército. Con los elfos, Alexander y Snow White contraatacan y finalmente reciben la ayuda de los Elfos Oscuros. El ejército de Gwendolyn vence a los elfos e intenta un matrimonio forzado y rápido con Alexander. Snow White logra liberarse y decapitar a Gwendolyn antes de que la ceremonia concluya. Los reinos se unen cuando Snow White y Alexander se casan y se restablece la paz.

## Reparto
- Eliza Bennett como Snow White
- Jane March como Reina Gwendolyn
- Jamie Thomas King como Príncipe Alexander

## Producción
La película se rodó en Viena (Austria) y sus alrededores.

## Lanzamiento
Grimm's Snow White fue lanzada directamente en DVD y Blu-ray el 14 de febrero de 2012.

## Recepción
Grantland dijo en un editorial sobre The Asylum: «Resulta que Grimm's Snow White tiene un buen desempeño. La historia es adecuada, la escenografía es sólida y la estrella Jane March ofrece una actuación encomiable y gélida. Estas virtudes coexisten con la lucha del Príncipe Alexander contra perros gigantes, terriblemente generados por computadora, pero son virtudes al fin y al cabo».